# Quang Tiến (phường)
Quang Tiến là một phường thuộc thị xã Thái Hòa, tỉnh Nghệ An, Việt Nam.
Phường Quang Tiến có diện tích 7,69 km², dân số năm 2007 là 9.293 người, mật độ dân số đạt 1.208 người/km².